# Bosanska vikarija
Bosanska vikarija (lat. Vicaria Bosnae S. Crucis) je bila franjevačka upravna jedinica. Prostirala se po prostorima čiji su stanovnici katolici hrvatskog jezika.
Zbog potreba iskorjenjivanja krivovjera "bosanskih krstjana", u Bosnu su slani dominikanci. 
1233. postali su propovjednici i inkvizitori protiv heretika-bogumila. Budući da se nisu jače primili, naredbom pape Nikole IV. 1291. ministru Slavenske provincije, najstarije provincije na hrvatskom tlu (datira od približno 1232.), poslati u Bosnu dvojicu franjevaca. Ubrzo su osnovali redovničku zajednicu.
Dolazak je bio sporadičan od sredine 13. stoljeća, kad je provincijal "provinciae Sclavoniae" (Hrvatske) u svojstvu papina izaslanika 1248. god. posjetio Bosnu. Provincia Sclavoniae spominje se još 1239. na generalnom kapitulu među 32 druge provincije.  
Godina 1291. uzima se za godinu od kada su franjevci neprekidno nazočni u Bosni i Hercegovini.
Da bi se bolje navještalo Evanđelje i učinkovitije iskorjenjivalo nekatoličke nauke, prišlo se organiziranju zasebne franjevačke zajednice na tlu Bosne i Hercegovine. Vrhovni franjevački poglavar fra Gerald Odonis radio je na tome u suradnji s bosanskim banom Stjepanom II. Kotromanićem. Franjevci su postali toliko brojni u pola stoljeća da su mogli osnovati svoju posebnu provinciju. Provincija nije osnovana zbog papine zabrane 1288. godine. Papa Nikola IV. 1288. god. je zabranio osnivanje novih provincija u Redu, bez izričite dozvole Svete Stolice. Stoga franjevački rd osniva nove zajednice koje nose naziv vikarije, koje su potpuno neovisne o bilo kojoj drugoj provinciji i izravno su podložne generalu Reda, pa u Bosni nije osnovana provincija, nego vikarija.
Vikarija, upravna jedinica nižeg ranga od provincije, uspostavljena je 1339. – 1340. godine. Odobrena je na Generalnom kapitulu franjevačkog reda 1340. godine. U vikariju su došli su strani nehrvatski franjevci, uglavnom Talijani. Pridružio im se dio franjevaca iz Slavonske provincije koji su znali hrvatski, koji su bili tumači kod propovijedanja stranaca. Na čelo Bosanske vikarije postavljen je fra Peregrin Saksonac. Potvrdio se iznimnim radom, zbog čega je stekao utjecaj na banskom dvoru i poslije je imenovan i biskupom.
Bosanska vikarija je koncem 14. stoljeća imala sedam kustodija. Osma je osnovana na Apeninskom poluotoku, u Apuliji. Bosanska vikarija prostirala se djelovima Ugarske, južne Hrvatske, Italije, Raške, Hercegovine, Bugarske i Bosne. i Transilvanije, sve do Crnoga mora. Vremenom se iz Bosanske vikarije razvilo pet franjevačkih provincija hrvatskog jezika.
Franjevci su se dali na posao i zahvaljujući i zauzimanju bana Stjepana podignut je prvi franjevački samostan, u Milima kod Visokog. Podignut je vjerojatno početkom 1340-ih, uz crkvu posvećenu sv. Nikoli. Crkva sv. Nikole u Milima postala je najvažnijom crkvom u Bosni. U njoj su se krunili i pokapali bosanski vladari. Slijedi gradnja novih samostana, među kojima se ističu sutješki, olovski, u Srebrenici, Kreševu i drugi. Prvi franjevci u samostanima bili su franjevci konventualci, a poslije će postati opservantske. Franjevačka se djelatnost intenzivira,  tako da je već u 14. st. imaju 34 samostana, a polovicom 15. st. već 60 samostana, od čega u prvoj polovici 15. st. samo na tlu Bosne više od trideset samostana, mahom osnovanih u gradskim naseobinama.
Premda nije u potpunosti iskorijenila krivovjerje, misija bosanske vikarije je uspjela. Bosanski vikar fra Bartol Alvernski izvijestio je da su franjevci dotada obratili do 500.000 nevjernika. Bosanski krstjani gotovo su sasma nestali, tek nešto veći broj se zadržao na području hercega Stjepana Kosače.
Misija je uspjela u uvjetima koji su bivali sve teži. Godine 1378. izbio je zapadni raskol koji je trajao 40 godina i mnoštvo papa i protupapa, pa katolici diljem svijeta nisu mogli ni znati tko je istinski papa. Misije u Bosni patile su zbog dvojbi kojem papi biti vjeran, pa je nekima to bio razlog napuštanja misije. Tako su se i bosanski misionari kolebali u pitanju vjernosti ovome ili onome papi a neki su zbog toga i napustili misiju.
Drugi razlog bili su političke igre susjednih država i osmanska osvajanja. Ugarska, apeninske države i Dubrovačka Republika htjele su se izdvojiti od Bosne. Turci su sve više provaljivali, zemlje na Balkanu padale su jedna za drugom, što je onemogućavalo rad misija u tim zemljama, a neki od vladara balkanskih zemlja otvoreno su bili neskoni katolicima. Kosovska bitka 1389. značila je gubitak potpornja Bugarskoj i Kovinskoj kustodiji koje su se zatim tiho ugasile. Kralj Žigmund dao je 1412. godine Mačvu srpskom despotu Stevanu Lazareviću kao leno. I Lazarević i nasljednik njegov Đurađ Branković vrlo su bili neskloni katolicima i franjevcima pa vikarija uskoro nije mogla djelovati ni ondje. Turci su npr. samo 1437., opustošili ili porušili preko 36 franjevačkih obitavališta, pri čemu su neki poginuli. Misijski rad bio je onemogućen, vikarija je bivala odsječena na sjeveru i istoku, pa je mogla djelovati samo ka zapadu. Osnovala je nove samostane u Dalmaciji te u predjelima uz Unu i Kupu, u Lici i Krbavi.
Samostani su bili skromni. Bile su to veće kuće u kojima je živjelo nekoliko franjevaca. Građevinski nisu bili oblika klasičnog samostana s klaustrom. Obično su to bile kamene građevine dužine 22 – 24 metra s podrumskim prostorijama i katom opremljenim keramičkim pećima veće snage. Domaća vrela bilježe ih kao loca/mjesta, domus/kuća, dormitoria/spavaonice ili, jednostavno, mala braća. Veličinom i izgledom su poput samostančića u Porcijunkuli koji je gradio Bernardin Sijenski.
Godine 1514. od Bosanske su vikarije napravljene dvije nove, Bosna Hrvatska i Bosna Srebrena. 
Budući da je Bosanska vikarija u to vrijeme zauzimala golem prostor, a istočna i središnja Bosna bila zauzeta, franjevci su se podijelili u dvije zajednice. Ona pod Osmanlijama pripala je Bosni Srebrenoj/Srebreničkoj, a ona na sjeverozapadu, Bosni Hrvatskoj. Turski su upadi bili sve češći. Realnost pada pod Turke bivala je sve realnija. Neki se dijelovi odvajaju i pokušavaju osamostaliti. Prvo je tu još 1446. napravila kustodija sv. Katarine u Apuliji. I ugarsko područje vikarije se u to vrijeme odvaja te nastaje Ugarska vikarija (koja je za se htjela čitav panonski predio sve do rijeke Save, ali granica je varirala do Drave). 1460-ih odvajaju se samostani s područja južne Hrvatske: Dubrovačka Republika (uporno je htjela samostane na svom područji izdvojiti od bosanske vlasti, izdvaja ih 1469.) i Dalmacije. Bosna je pala 1463. godine i Osmanlije postupno zauzimaju područja Bosanske Hrvatske i južnog hrvatskog zaleđa. Franjevci s okupiranih područja sve su teže komunicirali s drugim dijelovima Vikarije te je tako 1514. došlo do podjele na Bosnu Srebrenu (pod turskom upravom) i Bosnu - Hrvatsku (na slobodnom području). Godine 1517. obje su izdignute na rang provincija (redodržava). Izdizanje se podudara vremenski s osmanskim zakonom donesenim 1516. s kojim nastaje desetak godina teških progona katolika, što je za posljedicu imalo odljev i ubijanje katolika, prelaske na islam, rušenje katoličkih crkvi i samostana (u Visokom, Sutjesci, Fojnici, Kreševu, Konjicu, Jajcu, Zvorniku i dr.).
U borbama s Osmanlijama i poslije osmanskih osvajanja samostani su stradali. Biskup fra Jeronim Lučić 29. srpnja 1638. na ruševinama samostana u Skakavi zabilježio je da je taj porušen „kad su Turci porušili sve crkve i samostane po cijelom Bosanskom Kraljevstvu“. Osmanlije su porušili ove samostane: Ivanjska/Bosanska Krupa, Bijela Stijena/Cazin, Krupa/Bosanska Krupa, Bihać, Kamengrad, Inađol/Srebac, Lijevče, Glaž/Popovići, Modriča, Lendava, Srebrenica, Skakava, Srebrenik, Gornja Bukovica/Koraj, Bijeljina, Stari Teočak/Ugljevik, Zvečaj/Rekavice, Tešanj, Soli/Tuzla, Gornja Tuzla, Gradovrh, Jezero, Jajce (2 samostana), Komotin/Podmilačje, Vranduk/Varošište, Zvornik, Lašva, Radaslije/Glamoč, Vesela Straža/Bugojno, Fojnica, Kraljeva Sutjeska, Bobovac, Mili/Arnautovići, Podvisoko, Srebrenica, Bistrički Grad/Livno, Šćit, Deževice, Kreševo, Blažuj/Tomislavgrad, Bokševac/Kostajnica, Konjic, Blagaj, Mostar, Ljubuški, Blagaj i Gabela.

## Redoslijed bosanskih vikara
Bosanski vikari od 1340. do 1517.
1. Fra Peregrin Saksonac (1340. – 1349.)
2. Fra Martin iz Asti (1349. – 1350.)
3. Fra Franjo iz Firenze (1351. – 1357.)
4. Fra Luka Zoltan (1357. – 1360.)
5. Fra Franjo iz Firenze (1360. – 1366.)
6. Fra Bartul Alvernski (1366. – 1375.)
7. N.N., vikar (1375. – 1378.)
8. Fra Bartul Alvernski (1378. – 1381.)
9. Fra Marin Bodačić ili Fra Bartul Alvernski (1381. – 1384.)
10. Fra Bartul Alvernski (1384. – 1408.)
11. Fra Petar de Schiena (1408. – 1411.)
12. Fra Henrik Poljak (1411.)
13. Fra Matija Englez (1411. – 1420.)
14. Fra Blaž Szalkai (1420. – 1429.)
15. Fra Ivan Korčulanin? (1429. – 1432.)
16. Fra Ivan Korčulanin (1432. – 1435.)
17. Fra Jakov Markijski (1435. – 1438.)
18. Fra Ivan iz Baje (1438. – 1444.)
19. Fra Fabijan Kenyeres (1445. – 1447.)
20. N.N., vikar (1447. – 1448.)
21. Fra Mihovil Zadranin (1448. – 1451.)
22. Fra Mihovil Zadranin? (1451. – 1454.)
23. N.N., vice-vikar (1455. – 1457.)
24. Fra Filip Dubrovčanin (1457. – 1463.)
25. Fra Marin Korčulanin? (1463. – 1464.)
26. Fra Bernardin Akvilanski (1464. – 1467.)
27. Fra Dominik iz Gonnese (1467. – 1469.)
28. Fra Franjo Dubrovčanin? (1469. – 1472.)
29. Fra Franjo Dubrovčanin (1472. – 1478.)
30. Fra Ljudevit iz Dubravica? (1478. – 1481.)
31. Fra Ljudevit iz Dubravica (1481. – 1484.)
32. Fra Mihovil Hrvat (1484. – 1490.)
33. Fra Mihovil Hrvat? (1490. – 1493.)
34. Fra Pavao? (1493. – 1496.)
35. Fra Ivan Hrvat (1496. – 1499.)
36. Fra Ivan Hrvat? (1499. – 1504.)
37. Fra Petar Bošnjak (1504. – 1513.)
38. Fra Ante Jezerčić (1513. – 1514.)
39. Fra Petar Bošnjak, vikar Bosne Srebrene (1514. – 1517.)

## Vanjske poveznice
- Croatica Christiana periodica, 24/1989. Marijan Žugaj: Bosanska vikarija i franjevci konventualci, prosinac 1989.